# Monument aux morts de la guerre de 1870 (Montreuil-sur-Mer)
Le Monument aux morts de la guerre de 1870 (Montreuil-sur-Mer) est un monument aux morts érigé en 1912 à Montreuil-sur-Mer, dans le département du Pas-de-Calais (région Hauts-de-France), en mémoire des soldats de la commune tombés lors la guerre franco-allemande de 1870. Il est inscrit au titre des monuments historiques depuis 2012.

## Localisation
Le monument aux morts est sis sur la place Gambetta. 

## Historique
Le monument aux morts, offert par le comte Georges de Lhomel et le Le Souvenir français et réalisé par le sculpteur Aristide Croisy, est inauguré en octobre 1912 avec la participation de sociétés musicales picardes, de sociétés de musique de Berck et Neufchâtel, des orphéonistes d'Arras, placée sous les auspices de la municipalité, de la Croix-Rouge, du Souvenir Français, du syndicat d'initiative et de l'union du commerce. 
Il est réalisé en mémoire des soldats morts au cours de la guerre franco-allemande de 1870. Le choix se porte sur le modèle Le Mobile (d), soldat de la Garde mobile. Campé sur un haut socle de pierre, le soldat, en bronze, est représenté en appui sur la jambe droite, le fusil en main, prêt à tirer sur l'ennemi.
Il fait l’objet d’une inscription au titre des monuments historiques depuis le 14 décembre 2012,.